# 阿瑟·M·沃尔夫
阿瑟·迈克尔·"阿特"沃尔夫（英語：Arthur Michael "Art" Wolfe，1939年4月29日—2014年2月17日），美国天体物理学家，加州大学圣地亚哥分校天体物理学和空间科学中心的前主任，教授。他和赖纳·萨克斯提出了萨克斯–沃尔夫效应。